# Мадає-Нові
Мадає-Нові (пол. Madaje Nowe) — село в Польщі, у гміні Лютомерськ Паб'яницького повіту Лодзинського воєводства.
Населення — 66 осіб (2011).
У 1975-1998 роках село належало до Серадзького воєводства.

## Демографія
Демографічна структура станом на 31 березня 2011 року:
|          | Загалом | Допрацездатний вік | Працездатний вік | Постпрацездатний вік |
| -------- | ------- | ------------------ | ---------------- | -------------------- |
| Чоловіки | 34      | 6                  | 24               | 4                    |
| Жінки    | 32      | 4                  | 20               | 8                    |
| Разом    | 66      | 10                 | 44               | 12                   |